# 纸叶琼楠
纸叶琼楠（学名：Beilschmiedia pergamentacea），为樟科琼楠属下的一个植物种。